# Сметливый (эсминец, 1951)
«Сметливый» — советский эскадренный миноносец проекта 30-бис. После 11 июня 1956 года — египетский эсминец «Al Zaffer».

## История строительства
Зачислен в списки ВМФ СССР 15 марта 1950 года. Заложен на заводе № 190 им. А. А. Жданова 24 мая 1951 года (строительный № 611), спущен на воду 17 ноября 1951 года, передан флоту 5 августа 1952 года. 11 августа на корабле был поднят советский военно-морской флаг, тогда же эсминец вступил в состав Советского Военно-Морского Флота.

## Служба
С 11 августа 1952 года «Сметливый» входил в состав 4-го ВМФ, а с 24 декабря 1955 года в связи с расформированием 4-го ВМФ вошёл в состав Краснознамённого Балтийского Флота.
С 15 по 18 октября 1953 года эскадренный миноносец «Сметливый» нанёс визит в Гдыню (Польша) и с 12 по 17 октября 1955 года — в Портсмут (Великобритания). 14 ноября 1955 года выделен для передачи Египту, но переча происходила через Польшу, переход корабля из Гдыни в Александрию осуществлялся под польским флагом. 11 июня 1956 года эскадренный миноносец был передан в Александрии ВМС Египта с переименованием в Al Zaffer (Аль-Заффер), 18 июля расформирован и 30 июля исключён из состава ВМФ СССР.
В 1985 году разоружён и продан египетским командованием на слом.